# Rhabdomastix (Rhabdomastix) mexicana
Rhabdomastix (Rhabdomastix) mexicana is een tweevleugelige uit de familie steltmuggen (Limoniidae). De soort komt voor in het Neotropisch gebied.